# Syzetoninus mundus
Syzetoninus mundus is een keversoort uit de familie schijnsnoerhalskevers (Aderidae). De wetenschappelijke naam van de soort werd in 1891 gepubliceerd door Thomas Blackburn.